# Sangiaccato di İçel
Il Sangiaccato di İçel era una provincia ottomana di secondo livello (sangiaccato o liva) con capitale Silifke (antica Seleucia ad Calycadnum) nel sud della Turchia. Corrispondeva grosso modo alla Cilicia Trachaea dell'antichità. İçil significa letteralmente "territorio interno". Anche se confina con il Mar Mediterraneo, i monti Tauri, per lo più invalicabili (tranne il passo di Sertavul), potrebbero essere la ragione del nome, documentato per la prima volta nel XII secolo dai turchi Selgiuchidi. Essi usavano il nome solo per la valle del fiume Göksu. Ma presto divenne il nome di un territorio più ampio. Secondo una mappa ufficiale disegnata da Vital Cuinet, il confine orientale di İçil era il fiume Alata e il confine occidentale era un fiume non identificato a est di Alanya (forse il fiume Dim). Il confine settentrionale seguiva la linea delle creste delle montagne.

## Suddivisioni amministrative
Secondo il salname (annuale) del Vilayet di Adana, c'erano sei kaza (distretti, ora chiamati ilçe) nel sangiaccato: 
- Anamur, corrispondente agli attuali ilçe (distretto) di Anamur e di Bozyazı della Provincia di Mersin con l'aggiunta della Nahiya di Selinti (Gazipaşa) (un'unità più piccola, ora un ilçe della Provincia di Antalya);
- Ermenek, la capitale del sangiaccato fino al 1871[2] era l'attuale ilçe di Ermenek della Provincia di Karaman;
- Gülnar, corrispondente agli attuali ilçe di Gülnar e si Aydıncık della Provincia di Mersin;
- Karataş, era l'attuale Erdemli ilçe della Provincia di Mersin;
- Mut, era l'attuale Mut ilçe della Provincia di Mersin;
- Silifke, l'attuale Silifke ilçe della Provincia di Mersin.

Ad eccezione di Gazipaşa ed Ermenek İçil, il sangiaccato era la parte occidentale dell'attuale Provincia di Mersin. A seguito di riforme amministrative, Ermenek fu separato dal sangiaccato nel 1919 e Gazipaşa nel 1926.

## Era Repubblicana
Durante l'epoca repubblicana, la seconda i di İçil subì un cambiamento e İçil divenne İçel. Nei primi anni della Repubblica, İçel era un il (provincia) e la sua capitale era Silifke. Ma nel 1933, l'İçel İl e il Mersin İl (a est) furono fusi. İçel fu mantenuto come nome dell'intera provincia. Ma la capitale della provincia era Mersin. Nel 2002, il nome di İçel è stato sostituito con quello di Mersin.